# José Mariano da Conceição Velloso
Pour les articles homonymes, voir Velloso.
José Mariano da Conceição Velloso, né à Tirandentes en 1742 et mort à Rio de Janeiro en 1811, est frère franciscain et botaniste portugais.

## Biographie
Après son entrée chez les franciscains il suit le parcours de formation classique de son ordre en étudiant la philosophie et la théologie à Rio de Janeiro avant d'être ordonné prêtre en 1766. Quelques années plus tard, il est envoyé à São Paulo comme maître de géométrie et enseignant de rhétorique. Curieux il se met à collectionner entre 1783 à 1790 des spécimens d'animaux, de végétaux et de minéraux de la province de Rio de Janeiro, dont il fait la description dans ses Florae Fluminensis, composées ensuite entre 1825-1831.

## Œuvres
- Plantarum Cryptogamicarum Britanniae Lusitanorum Botanicorum (1800)
- Florae Fluminensis (1825-27; 1831) Œuvre principale
- O Fazendeiro do Brasil (1798-1806)